# Oliver Hunter
Oliver Hunter, född 1934, är en friidrottare från Guyana. Han deltog vid olympiska sommarspelen 1956.